# Recipient (vodohospodářství)
Vodní recipient je každý vodní útvar, do něhož vyúsťují povrchové vody nebo znečištěné odpadní vody. Jedná se o všechny větší vodní plochy v krajině jako rybníky, přehradní nádrže, jezera. V rámci procesu čištění odpadních vod se takto označuje vodní útvar, který slouží k dočištění odpadních vod. Využívá se zde „samočisticí schopnost recipientu“, která spočívá ve schopnosti recipientu zbavit se „přirozenými procesy“ znečistění.
Podle velikosti toku a celkové schopnosti dočištění odpadních vod se stanovuje maximální povolené množství (m3/rok) vypouštěných odpadních vod například z čistírny odpadních vod. Stejně tak se stanovují i limity maximálního obsaženého znečistění. Limity pro znečištění i maximální množství stanovuje rozhodnutím vodoprávní úřad –  „povolení k vypouštění odpadních vod do vod povrchových nebo podzemních“.